# Port lotniczy Arvidsjaur
Port lotniczy Arvidsjaur (IATA: AJR, ICAO: ESNX) – port lotniczy położony 13 km od Arvidsjaur, w regionie Norrbotten, w Szwecji.

## Linie lotnicze i połączenia
| Linia Lotnicza | Kierunek                                        |
| -------------- | ----------------------------------------------- |
| Amapola Flyg   | 1. Lycksele 2. Sztokholm-Arlanda 3. Vilhelmina  |
| Eurowings      | Sezonowe czartery: 1. Kolonia/Bonn 2. Stuttgart |
| Leav Aviation  | Sezonowo: 1. Monachium                          |